# Michael Kapkiayi
Michael Kapkiayi, auch Kapkiai (* 27. Dezember 1968), ist ein ehemaliger kenianischer Marathonläufer.
1994 gewann er den Turin-Marathon mit seiner persönlichen Bestzeit von 2:10:08 h.
2002 siegte er beim Florenz-Marathon. Im Jahr darauf wurde er Dritter bei der Maratona d’Italia, und 2004 wurde er Dritter beim Rock ’n’ Roll Arizona Marathon, Fünfter in Turin und Vierter beim Athen-Marathon. 
Er ist der ältere Bruder des Marathonläufers Fred Kiprop Kiptum.